# Karin Svensson Smith
Karin Astrid Elisabet Svensson Smith, född 11 augusti 1956 i Kävlinge, är en svensk politiker (miljöpartist, tidigare vänsterpartist), som var riksdagsledamot 1998–2010 och 2014–2018. I riksdagen var hon ordförande i trafikutskottet 2014–2018 och Miljöpartiets trafik- och infrastrukturpolitiska talesperson.
Mellan 2018 och 2022 var hon återigen kommunpolitiker och kommunalråd i opposition för Miljöpartiet i Lunds kommun.

## Politisk karriär

### Riksdagsledamot 1998–2006 (Vänsterpartiet och partilös)
Svensson Smith valdes 1998 att representera Vänsterpartiet i riksdagen.
Svensson Smith var vice ordförande i Vägval Vänster från föreningens bildande i maj 2004 fram till årsstämman i Uddevalla den 28 juni 2006.
Den 2 juni 2005 lämnade hon Vänsterpartiet för att i stället gå över till Miljöpartiet de gröna. Som orsak till partibytet angav Svensson Smith att Vänsterpartiets syn på parlamentarismen "sviktar". Efter en intern V-artikel som reflekterade över om parlamentarismen borde ifrågasättas menade hon att det var omöjligt för sanna demokrater att vara trovärdiga i ett sådant sällskap. Hon kvarstod dock som riksdagsledamot utan formell partianknytning, så kallad politisk vilde, med beteckningen (-) (formellt kan en riksdagsledamot utträda ur sin partigrupp men däremot inte ansluta sig till en annan under pågående mandatperiod).
I trafikutskottet har hon bland annat drivit frågan om obligatoriska alkolås i nytillverkade bilar från och med 2012 och arbetat för ökade investeringar i tåginfrastrukturen.

### Riksdagsledamot 2006–2010 (Miljöpartiet)
I valet 2006 valdes Svensson Smith av Malmö kommuns valkrets in i riksdagen för Miljöpartiet. 

### Kommunpolitiker i Lund 2011–2014 (Miljöpartiet)
Åren 2011–2014 var Svensson Smith kommunpolitiker i Lund, bland annat som andre vice ordförande i tekniska nämnden. På Miljöpartiets partikongress 2011 blev hon invald i partistyrelsen, något hon fortsatte vara fram till Miljöpartiets partikongress 2015. I partistyrelsen var hon klimat- och transportansvarig.

### Riksdagsledamot 2014–2018 (Miljöpartiet)
I valet 2014 valdes Svensson Smith in i riksdagen för Miljöpartiet av Skåne läns södra valkrets och utsågs av Miljöpartiet till ordförande i trafikutskottet. Hon är även Miljöpartiets trafikpolitiska talesperson.
Under valrörelsen inför riksdagsvalet 2018 presenterade hon, tillsammans med partikollegan Emma Berginger, partiets förslag om att införa en särskild parkeringsskatt för bilar som parkerar utanför köpcentrum och stora mataffärer. Detta i syfte att få folk att välja att använda lådcykel istället för bil när de storhandlar.

### Kommunpolitiker i Lund 2018–2022 (Miljöpartiet)
Från valet 2018 till valet 2022 var Svensson Smith kommunalråd för Miljöpartiet i Lunds kommun. Då kommunen styrs av den så kallade Lundakvintetten är Miljöpartiet i opposition.
Hon är också andre vice ordförande och oppositionsledare i Tekniska nämnden, ordinarie ledamot i kommunstyrelsen och andre vice ordförande i kommunstyrelsens miljö- och hälsoutskott.